# Marian Rejewski (biolog)
Marian Rejewski (ur. 14 stycznia 1937 w Łasinie, zm. 21 stycznia 2012 w Toruniu) – polski biolog, specjalizujący się w botanice, ekologii oraz fitosocjologii. 
W 1955 roku ukończył II Gimnazjum Państwowe w Grudziądzu i podjął studia biologiczne na Uniwersytecie Mikołaja Kopernika w Toruniu. Ukończył je w 1961 roku i rozpoczął pracę na uczelni. W 1969 roku uzyskał stopień doktora, tematem jego rozprawy były Lasy liściaste ziemi chełmińskiej, a promotorem Jan Walas. Stopień doktora habilitowanego uzyskał na UMK w 1980 roku, na podstawie rozprawy Roślinność jezior rejonu Laski w Borach Tucholskich. Tytuł profesora nauk biologicznych otrzymał 24 stycznia 1997 roku. 
Twórca metody klasyfikacji i monitoringu stanu jakości naturalnych zbiorników wodnych wyznaczonych przez polskie Ministerstwo Środowiska, znanej jako metoda Rejewskiego (Makrofitowy Indeks Stanu Ekologicznego).
Przez całe życie związany z UMK, w latach 1981–1984 był prodziekanem, a od 1984 do 1985 roku dziekanem Wydziału Biologii i Nauk o Ziemi. Kierował Zakładem Taksonomii i Geografii Roślin tej uczelni. W latach 1986–1988 wykładał także na Akademii Techniczno-Rolniczej w Bydgoszczy.
Członek Polskiego Towarzystwa Botanicznego, Toruńskiego Towarzystwa Naukowego. Był pierwszym prezesem założonego w 1991 roku Towarzystwa Miłośników Borów Tucholskich.
Odznaczony Złotym Krzyżem Zasługi oraz Medalem Komisji Edukacji Narodowej.

## Wybrane publikacje
- Roślinność jeziora Nawionek, 1969, wspólnie z Mirosławą Ceynową
- Lasy liściaste ziemi chełmińskiej, Toruń, Poznań, 1971
- Roślinność jezior rejonu Laski w Borach Tucholskich, Toruń, 1981
- Rośliny przyprawowe i używki roślinne, Warszawa, 1992, ISBN 83-09-01484-8
- Pochodzenie łacińskich nazw roślin polskich: przewodnik botaniczny, Warszawa 1996, ISBN 83-05-12868-7
- Nazwy roślin, Toruń 2016, ISBN 978-83-231-3325-4